# 和合英太郎
和合 英太郎（わごう えいたろう、1869年9月20日（明治2年8月15日） - 1939年（昭和14年）6月11日）は、日本の実業家。大日本製氷社長。製氷業のパイオニアといわれる。また今日言うM&Aの先駆け的経営者でもあった。族籍は東京府士族。 

## 来歴・人物
広島市土手町出身。広島藩士・和合善男と梅子の長男。岡山中学校卒業。1890年、渋沢栄一や浅野総一郎などが株主として名を連ねる青山製氷所が設立されると同時に入社する。この時代は寒冷地から天然氷を切って輸送し販売、氷を貯蔵した氷室で食品保存を行っていた。このため大量の氷を扱う製氷業は大きなビジネスであった。
1897年、気候によって価格が左右されやすく供給も不安定な天然氷に代わり、本格的な製氷機（機械製氷）を導入した機械製氷株式会社が設立された。設立人の中川嘉兵衛が設立直前に死去したが、中川の息子の佐兵衛や西川虎之助らが東京本所で立ち上げ、和合も発起人の一人として参加。支配人兼技術師として辣腕を揮った。この後、中川佐兵衛に代わり社長となり、各地に設立された同業者との競合に打開策として合併に乗り出す。
1907年、東京製氷を吸収合併して日本製氷とし1908年には大阪製氷、静岡製氷を合併吸収。この後は同業者競争渦を排除するため毎年のように吸収合併を繰り返し、1912年から1916年には東海地方に散在する10社、さらに和歌山、岡山、大分、熊本などの合計13社を相次ぎ傘下に収め全国にその名を知られた。
1917年日本製氷社長就任、全国の製氷のうち40％を占めるまでとなった。1919年下関の東洋製氷も吸収し日本一の製氷会社・日東製氷を設立。1925年には日本冷凍協会（現・日本冷凍空調学会）を組織し推されて会長となり日本の製氷・冷凍業界の発展に貢献した。
1928年、関西の老舗・龍紋氷室と合併し大日本製氷と改称。1933年病気で辞任するまで社長を務めた。大日本製氷社長のほか10数製氷会社の重役だった。
1939年死去。享年71。生前の勲功により従六位を賜った。
大日本製氷は和合の死後も日本食料工業、日本水産、帝国水産統制などと買収・合併を経て、現在のニチレイとなっている。趣味は囲碁。住所は東京市品川区大井鎧町。

## 家族・親族
和合家
- 父・善男（旧広島藩士、広島士族）[1]
- 母・梅子（1851年 - 1884年、西川理三郎の長女）[7] - 祖父和合貫太夫に養われる（和合貫太夫の長女浅子は西川理三郎の妻である）[7]。18歳の頃に和合善男と結婚する[7]。1884年、33歳で逝去する[7]。
- 弟
  - 格也（1873年 - ?、妻・テルは広島、田部才蔵の三女）[5]
  - 信也（1875年 - ?、広島、一井ユキの死跡を相続）[5]
- 養甥・春一（1910年 - ?、東京、田部徳吉の二男）[5]
- 妹・コト（1888年 - ?、奈良、山本周太郎の長男周次郎の妻）[5]
- 妻・くに（1885年 - ?、神奈川、井澤吉五郎の四女）[5] ‐ 吉五郎は東京信用銀行頭取、広島屋旅館回漕業
- 養子・二郎（1913年[9] - ?、1935年に養子となる[10]）

親戚
- 井澤吉之助（旅館業）
- 叔父・西川虎之助 - 母親・梅子の弟で、国内初の晒し粉・ソーダの開発などで初期の紙幣（日本銀行券）製造に貢献した化学技術者である[11]。
- 増田粲（住友銀行広島支店長）[12]
- 松本孫右衛門（衆議院議員） ‐ 妻同士が姉妹